# Parlamentswahl in Turkmenistan 1994

Zusammensetzung der Versammlung von Turkmenistan nach der Wahl

Die Parlamentswahl in Turkmenistan 1994 war die erste Wahl ihrer Art im unabhängigen Staat Turkmenistan und wurde am 11. Dezember 1994 abgehalten. Gewählt wurden die 50 Abgeordneten in der Versammlung von Turkmenistan. 

## Wahlsystem
Die Parlamentswahl wurde als Mehrheitswahl in 50 Wahlbezirken ausgetragen. Für den Einzug in das Parlament benötigte ein Kandidat mindestens 50 % der abgegebenen Stimmen in seinem Wahlbezirk. Aufgrund des mangelnden Wettbewerbs und der zumeist eindeutigen Ergebnisse in den Wahlbezirken wurde eine solche Mehrheit für einen Kandidaten stets im ersten Wahlgang erzielt. Das turkmenische Wahlsystem beruhte auf dem Wahlrecht des jungen Staates Turkmenistan, das am 12. Mai 1994 offiziell angenommen wurde. Mit der Parlamentswahl 1994 wurde der Oberste Sowjet als legislatives Organ abgelöst und gemäß der turkmenischen Verfassung durch das neue Parlament ersetzt.

## Kandidaten
Das Kandidatenfeld wurde durch die absolute Unterdrückung jeglicher Opposition früh ausgedünnt. Oppositionelle Parteien und ihre Kandidaten sehen sich in Turkmenistan politischer Verfolgung ausgesetzt und wurden für die Parlamentswahl nicht registriert. In den 50 Wahlbezirken bewarben sich deshalb nur 54 Kandidaten um die 50 Mandate; letztlich zugelassen wurden nur 51 Kandidaten, sodass in 49 der 50 Wahlbezirke nur ein Kandidat zur Wahl stand. Die Kandidaten gehörten alle der Demokratischen Partei Turkmenistans des Präsidenten Saparmyrat Nyýazow, der Nachfolgepartei der Kommunistischen Partei, an.

## Wahlergebnis
Das Ergebnis der Parlamentswahl in Turkmenistan stand aufgrund des eingeschränkten Kandidatenfelds bereits im Vorfeld fest und so war der Einzug von 50 Kandidaten der Demokratischen Partei Turkmenistans in die Versammlung von Turkmenistan keine Überraschung. Die Wahlbeteiligung wurde mit 99,77 % angegeben.
| Partei                             | Sitze |
| ---------------------------------- | ----- |
| Demokratische Partei Turkmenistans | 50    |
| Unabhängige                        | 0     |
| Gesamt                             | 50    |

Die neu zusammengesetzte Versammlung von Turkmenistan bestand aus 41 männlichen und neun weiblichen Abgeordneten.

## Bewertung
Nach den Kriterien der Organisation für Sicherheit und Zusammenarbeit in Europa verfehlte die Wahl die Kriterien für eine freie und faire demokratische Wahl in allen Belangen deutlich. Mit dem Ausschluss der Opposition von den Wahlen und den offiziellen Wahlergebnissen jenseits der 90 % reihte sich die Wahl in die Tradition sowjetischer Wahlen ein. Die Machtposition des als Turkmenbaschi bekannten turkmenischen Präsidenten Nyýazow wurde durch die Parlamentswahlen erneut verstärkt. Von turkmenischer Seite wurde die Wahl als Beweis für die Demokratisierung des Landes interpretiert.